# 武田信重
武田信重（日语：／ Takeda Nobushige，1386年—1450年）是日本室町時代前中期武將，武田氏第14代家督，甲斐國守護大名。 

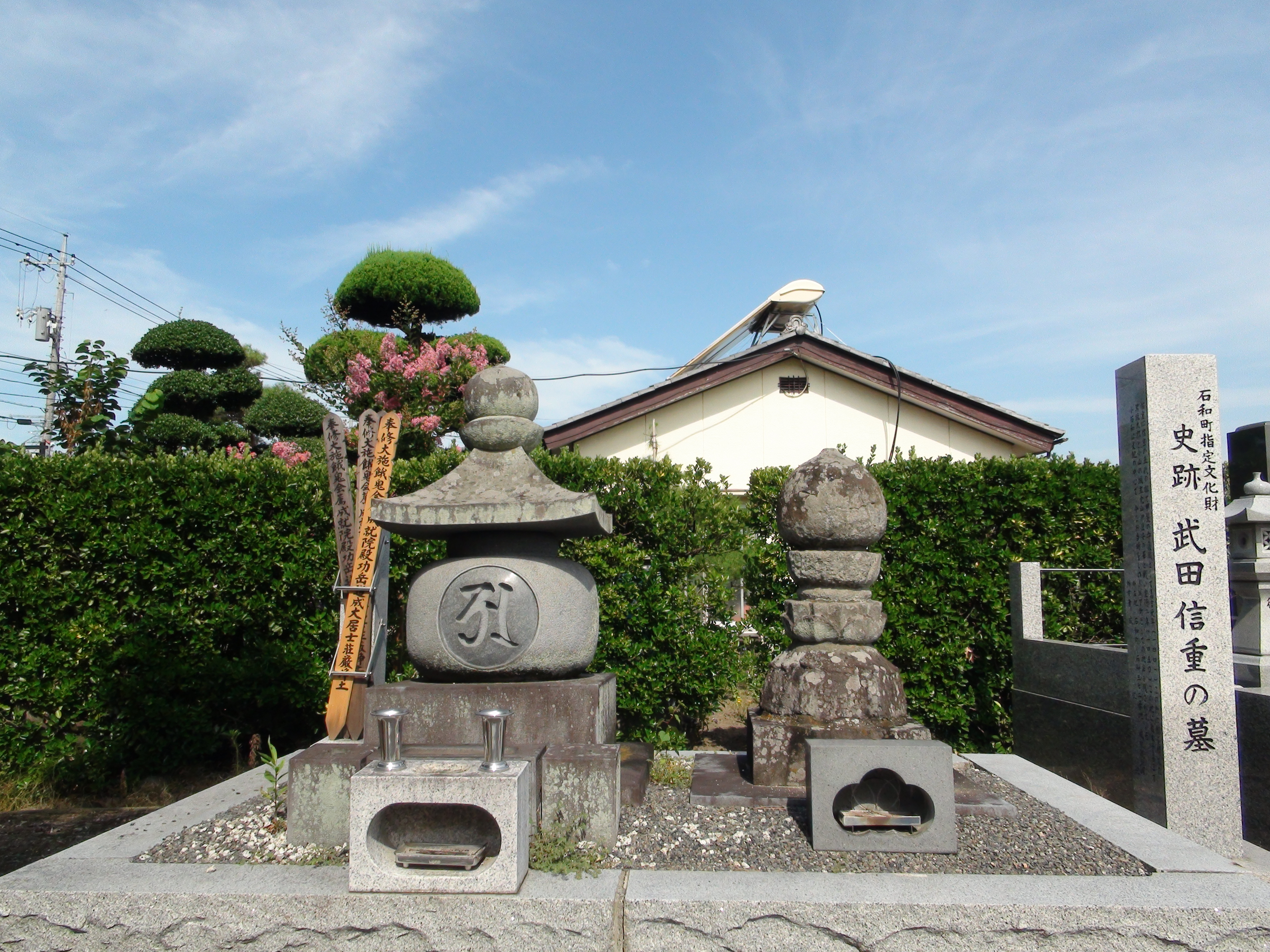
武田信重之墓，笛吹市石和町小石和、成就院。（2012年7月撮影）

## 生平
元中3年/至德3年（1386年）、第13代家督武田信滿之長子，生於甲斐國都留郡。室町時代甲斐國設置為關東8國之一，受鎌倉公方及其副手關東管領所支配及管轄。根據『鎌倉大草紙』，應永23年（1416年）10月鎌倉公方足利持氏及前關東管領上杉氏憲（禪秀）在鎌倉對立而激發上杉氏憲叛亂（稱為"上杉禪秀之亂"）。因武田信滿是氏憲的小舅，甲斐在此叛亂時的情況未明。但是叛亂之際身在京都信重與叔父信元立即剃髪在高野山出家，而信重的法號為光増坊道成。
當時甲斐國守護由於屬於關東諸國，同樣當時屬鎌倉府支配下，京都的室町幕府決定任免甲斐守護令事件複雜。持氏本想將甲斐守護交給武田有義系（又名逸見有義，本為武田信義第四子，後過繼為伯父逸見光長的養子）的子孫逸見直望，但是與鎌倉府對立的幕府卻屬意由武田氏復任守護。武田信元（穴山滿春）於應永25年（1418年）還俗擔任甲斐守護，由信濃國守護小笠原政康為後援幫助他回國。武田信元的守護代跡部氏援軍與反武田勢力逸見有直對抗、信元於應永27年（1420年）戰死，甲斐守護的位置再度懸空。 
信元逝世後，跡部氏輔佐信重弟弟武田信長之子武田伊豆千代丸與逸見氏（信元的養子）及反武田勢力對抗、最終跡部氏與武田信長反目而驅逐伊豆千代丸，而跡部氏越來越専横跋扈。應永28年（1421年）幕府向鎌倉公方表示將任命信重為新的甲斐守護，足利持氏抗命，於應永30年（1423年）6月5日實際宣布了任命他人。（『滿濟准后日記』同日條）。可是，信重因逸見氏、穴山氏抗命而拒絕回甲斐擔當甲斐守護，因此中止其任命，信重到了四國隱居。杉山一隬認為逸見氏與穴山氏是表面上的原因，認為實際的理由是因為在倉制。鎌倉府管轄下的關東諸國守護在鎌倉任職負上奉仕鎌倉公方的義務。但同時因為鎌倉公方對他存有敵意在倉制便是肅清敵對守護的機會，幽閉或殺害守護的可能性存在。信重是上杉禪秀叛亂中的一方，擔心自己遭持氏報復而拒絕回甲斐就任，室町幕府將軍足利義持對信重拒絕出任的理由表示理解，但是守護有遵守在倉制的義務，拒絕這一舉動的信重因此被幕府驅逐出京都，事實去四國是流放。足利持氏看到此狀況後於應永33年（1426年）出兵甲斐，武田信長只好向鎌倉投降。持氏從而向信長父子採取懐柔手段承認伊豆千代丸的守護職位、實質認為伊豆千代丸太年幼，未能直接統治甲斐為他做成威脅。 
足利義教出任征夷大将軍之後，這種局勢有所變化。義教再次下令信重擔任甲斐守護之職，儘管提出提議將隣接的駿河國駿東郡的佐野和澤田兩鄉的給予信重，但信重再次拒絕。足利義教原諒信重並准他返回京都，並贈送他攝津國溝杭莊的一部分。這表明該義教認為與持氏的對決即將到來，將要保護信重。永享5年（1433年）跡部氏與輪寶一揆的起義令武田信長在甲斐失勢並須要出走鎌倉。永享6年（1433年），跡部氏與室町幕府進行秘密交渉，管領細川持之說服跡部氏擁立武田信重為甲斐守護。永享7年（1434年）3月身在京都的信重與跡部氏舉行會議，跡部氏向幕府承諾將會擁立信重為甲斐守護。
永享10年（1438年），信重在得到小笠原氏和跡部氏的援助得而進入甲斐國（「小笠原文書」）。信重的回歸時期正是幕府與鎌倉府之間的對立推至最高。永享之亂時信重也收到出兵要求，但是卻沒有出兵的跡象。在隨後的結城合戰和嘉吉之亂中，信重也被要求出兵（「足利家御内書」），人們認為，信重時期是鎌倉府與逸見氏沒落的時期，甲斐國内部漸漸融合。另外，在結城合戰中結城持朝（結城氏朝的兒子）的首級被利用（「鎌倉大草紙」）。文安3年（1446年），信濃守護小笠原宗康的在戰死後，幕府下命信重盡力擁立其弟小笠原光康與堂兄小笠原持長 爭位（「小笠原家文書」）。
現存管理甲斐國的文書有三份。文安2年（1445年）前往領地鹽山向嶽寺救濟；文安3年（1446年）甲府一蓮寺復修。還有指出信重時期的譜代家臣團形成。

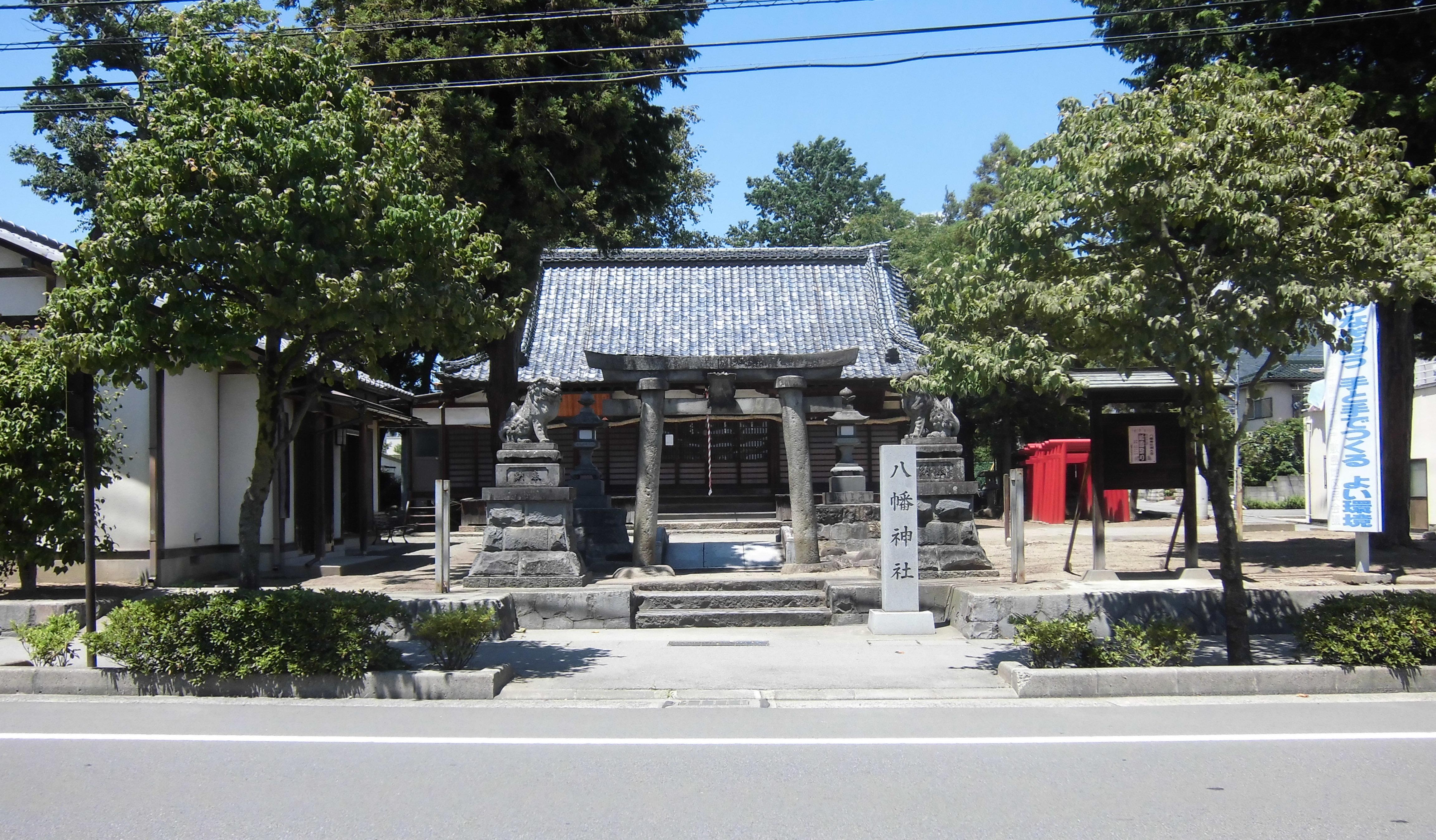
甲斐市島上條的八幡神社

寶徳2年（1450年），武田信重在討伐黒坂太郎時被穴山伊豆守（實名不明）殺害（出自『甲斐国志』），享年65歲。伊豆守乃穴山滿春（即武田信元）的嫡子和武田信重的次男武田信介的養嗣子，因為他當時覺得被送至穴山家是被流放，引起其仇恨而殺死武田信重。
其後，由其子武田信守繼承家督之位。其墓所根據『甲斐国志』是信重故居的遺址，據說是山梨縣笛吹市磯澤町的成就院。

在中世紀，武田信重於嘉吉3年（1443年）捐贈的鰐口存交在甲斐市島上條的八幡神社，現在由南巨摩郡富士川町的最勝寺所收藏及擁有。